# Toshi (prénom)
Pour les articles homonymes, voir Toshi.
Toshi (とし, トシ) est un prénom japonais masculin.
Comme beaucoup de prénoms japonais, Toshi peut être écrit en utilisant les kanjis et signifie :
- 慧 : brillant, intelligent.

Il est souvent utilisé comme surnom ou comme diminutif de longs prénoms :
- Toshishiro (敏弘) : très intelligent ;
- Toshimitsu (利三) ;
- Toshinobu (利伸).

Le prénom Toshi est notamment porté par un musicien japonais.